# Celise Laviola
 Celise Barreiros Laviola Cabral de Lira  (Belo Horizonte, 16 de julho de 1961) é uma advogada, filósofa, historiadora  e política brasileira filiada ao Movimento Democrático Brasileiro (MDB). Atualmente exerce o segundo mandato como deputada estadual por Minas Gerais. 
Celise é filha do falecido deputado José Laviola, que, na década de 90, foi recordista de votos em todo o estado durante cinco mandatos. . A irmã de Celise casou-se com José Henrique Lisboa Rosa, que também foi deputado, e chegou a ser vice-presidente da Assembléia Legislativa de Minas Gerais, contudo, faleceu em 2013. 
Celise foi servidora da Assembleia Legislativa por muitos anos, cargo no qual se aposentou, tendo também dedicado-se à docência. 
Com a morte do pai, e posteriormente do cunhado, e com ampla experiência como servidora do legislativo mineiro, coube à Celise assumir o legado da família: foi ela quem se candidatou nas eleições de 2014 , tendo sido bem sucedida, nas eleições de 2018 foi candidata a reeleição pelo MDB e foi reeleita com 57.412 votos.

## Prêmios
- 2015 -Medalha Santos Dumont  (Governo do Estado de Minas Gerais);[1]
- 2016 -Medalha da honra  (Defensoria Pública do Estado de Minas Gerais);[1]
- 2016 -Medalha Alferes Tiradentes (Polícia Militar do Estado de Minas Gerais);[1]
- 2015 -Medalha de Honra Presidente Juscelino Kubitschek (Governo do Estado de Minas Gerais;[1]
- Medalha da Ordem do Mérito Legislativo Municipal (Câmara Municipal de Belo Horizonte);[1]